# Hipparchia hansii
Hipparchia hansii är en fjärilsart som beskrevs av Jules Leon Austaut 1879. Hipparchia hansii ingår i släktet Hipparchia och familjen praktfjärilar. Inga underarter finns listade i Catalogue of Life.